# Blood Axis
Blood Axis je ameriška neofolk glasbena skupina, ki jo vodi novinar in avtor Michael Moynihan, glasbeni producent Robert Ferbrache in glasbenik in avtor Annabel Lee.
Michael Moynihan je tudi eden od urednikov ameriške tradicionalistične revije Tyr: Myth—Culture—Tradition. 

## Diskografija

### Albumi
- The Gospel of Inhumanity, 1995
CD and 2xLP. Released by Cthulhu/Storm.
CD rerelease on Elfenblut/Misanthropy/Storm in 1998.
CD rerelease with deluxe packaging on Tesco Distribution/Storm in 2001.
- Blót: Sacrifice in Sweden, 1998
CD and 2x12" LP limited to 600 copies. Released by Cold Meat Industry.
- Born Again, 2010
CD released  on Storm. STRM12
- Ultimacy, 2011
CD compilation of all the singles and compilation tracks. Released on Storm. STRM13

### Sodelovanje z drugimi glasbeniki
- Walked in Line, 1995
Split 7" EP with Allerseelen. Released by Storm Records.
- The March of Brian Boru, 1998
Split 7" EP with Allerseelen. Released by Stateart.
- Witch-Hunt: The Rites of Samhain, 2001
Collaboration with In Gowan Ring. Privately released CD-R.
- Absinthe: La Folie Verte, 2001
Collaborative CD with Les Joyaux De La Princesse. Released by Athanor.
- Absinthe: La Folie Verte LP box, 2002
Collaborative 2x10" LP box with Les Joyaux De La Princesse containing remixes of Absinthe: La Folie Verte. Released by Athanor.
Rereleased on CD as Absinthia Taetra by Athanor in 2004
- The Dream / Fröleichen So Well Wir, 2010
Split 7" EP with Andrew King. Released on Storm. STRM09